# Último Dragón
Yoshihiro Asai (født 12. december 1966), bedre kendt under ringnavnet Último Dragón, er en japansk wrestler og skuespiller. Udover at have blevet trænet i Japan, har han også lært wrestlingstilen lucha libre, mens han arbejdede i Mexico. 
Asai er den eneste wrestler, der har været indehaver af elleve titler samtidig. I oktober 1996 vandt han J-Crown Championship, som var en forening af otte letvægtstitler fra forskellige wrestlingorganisationer verden over. Derudover vandt han også NWA Middleweight Championship, WCW Cruiserweight Championship og WAR World Six-Man Tag Team Championship, hvilket gjorde ham til den wrestler i verden med mest "guld". 
"Último Dragón" er spansk, og oversat til engelsk betyder det "the last dragon" (den sidste drage). Da Asai ankom til World Championship Wrestling i 1996, blev hans ringnavn dog fejlagtigt oversat til The Ultimate Dragon, og han blev kaldt det i flere måneder, inden WCW opdagede, at det var fejl og begyndte at bruge hans spanske ringnavn i stedet for.